# Torasemida
En farmacología, la torasemida o torsemida es una piridina del tipo sulfonil-urea que se emplea como medicamento del tipo diurético de asa, usado en el tratamiento de la retención de líquidos asociada a la insuficiencia cardíaca. También se usa para el manejo a dosis bajas de la hipertensión arterial

## Farmacocinética
En comparación con otros diuréticos de asa como la furosemida, la torasemida tiene un efecto diurético más prolongado y una pérdida de potasio más reducida. No hay evidencias de ototoxicidad demostrada en humanos inducida por la torasemida.

## Modo de acción
La torasemida actúa sobre el cotransportador Na+-K+-2Cl- en la porción acendente gruesa del asa de Henle inhibiendo la reabsorción de sodio y cloro. Ello aumenta la cantidad de agua y electrolitos dispensados al túbulo colector de la nefrona y, por lo tanto, aumenta el volumen de orina excretado.

## Efectos adversos
Entre los efectos secundarios más frecuentes que pueden presentarse con la administración del ácido etacrínico están los calambres musculares, debilidad y fatiga, malestar estomacal, vómitos y dolor de cabeza.